# Серогрудая кустарниковая танагра
Серогрудая кустарниковая танагра (лат. Chlorospingus semifuscus) — вид воробьиных птиц из семейства Passerellidae.
Птицы обитают в субтропических и тропических горных влажных лесах, на высоте 900—2500 метров над уровнем моря. Длина тела около 14,5 см, масса около 18 грамм.
Выделяют два подвида:
- Chlorospingus semifuscus livingstoni — на западных склонах западных Анд Колумбии от южного Чоко (верховья реки Сан-Хуан) южнее до Каука (национального парка Мунчике);
- Chlorospingus semifuscus semifuscus — в Андах на склонах со стороны Тихого океана в Нариньо (юго-западная Колумбия) южнее до западных склонов провинции Котопахи (Эквадор).